# مزدوج الورق (جنس)
مزدوج الورق (الاسم العلمي: Diphylleia) هو جنس نباتات ينتمي إلى الفصيلة البرباريسية (Berberidaceae).